# La Voie des chimères
La Voie des chimères est le deuxième tome du cycle fantasy Cavaliers des Lumières coécrit par Brigitte Aubert et Gisèle Cavali. Cet opus est paru en novembre 2008 chez Plon.

## Résumé
Emportée dans le tourbillon du Grand Passage, Théo, alias Fennec des Sables, se retrouve non loin de la maison de Owen Russel, le chef des Cavaliers des Lumières, au cœur de la terre d’Arnhem, en Australie. Seulement elle n’est plus une adolescente de quinze ans. Elle a pris la forme d’un « dingo » Australien. En gagnant la dernière bataille et en démantelant l’Armée de l’Obscur, les Cavaliers ont détruit leur propre système Online de communication.
Dream Song, le chef des Cavaliers des Lumières, Owen pour ses parents, est inquiet depuis que son ordinateur est mort. Il ne peut plus joindre les autres, ni accéder au Jeu. Il se demande où est passée Théodora. Il part seul chercher la Source qui lui dévoilera l’identité réelle et terrestre des autres Cavaliers, afin d’essayer de les joindre par téléphone. C’est ainsi qu'Owen découvre son animal Totem, un Goanna. Bruce, un vieil aborigène, un Ancien, parvient à le convaincre de se confronter aux rites d’initiation. Durant la cérémonie, Owen parvient à rendre sa forme humaine à Théo.
Mais ce voyage intérieur le conduit involontairement à réactiver le retour sur Terre de l’ignoble Yamider, pour qui il éprouve à la fois une grande répulsion et une étrange compassion. Celui-ci répand le mal aux alentours. Il exerce un chantage sur Owen et menace sa petite sœur, Neal. Voyant le bébé à l’article de la mort, Bruce et Owen partent avec elle sous la pluie battante pour la Montagne Sacrée, mais Bruce perd la vie durant ce long périple. Owen retrouve Théo sur la Montagne.
Elle l’aide à trouver le Passage vers le Monde Glorieux. Ils y accèdent, au moment même où les Barbarians, sous de fausses identités, y sont invités par la Reine, à un grand festin, dans Bab Yl Tor, juste avant l’invasion du Monde Glorieux, juste avant qu'Yamider ne trahisse les siens. La bataille est sanglante, et nos Cavaliers parviennent à repartir du Monde Glorieux, mais ce faisant, ils ouvrent une porte par laquelle quelques Barbarians arrivent à s’engouffrer.
Pour sauver le Monde Nouveau, avec l’aide de Théo, Owen n’a désormais plus qu’une solution, la Voie des Chimères. Batailles épiques, bestiaire fabuleux, incursion dans le Royaume du Monde Glorieux et incantations puissantes sont au rendez-vous du deuxième tome du Cycle des Cavaliers des Lumières.

## Le cycle des Cavaliers des Lumières
- Le Règne de la barbarie, tome 1, mai 2008
- La Voie des chimères, tome 2, novembre 2008
- La Porte du Présage, tome 3, date inconnue